# Ceraia peculiaris
Ceraia peculiaris é uma espécie de orquídea de flores pequenas que duram muito pouco, mas que floresce diversas vezes ao ano, nativa da Península da Malásia a Sumatra.